# Manturovskij rajon (Oblast' di Kostroma)
Il Manturovskij rajon (in russo Мантуровский район?) è un rajon dell'Oblast' di Kostroma, nella Russia europea; il capoluogo è Manturovo. Ricopre una superficie di 2.667 chilometri quadrati ed è solcato dall'Unža.